# مظفر حسين جميل
مظفر حسين جميل هو محام واقتصادي وصناعي عراقي راحل، ولد في بغداد سنة 1918، وتوفي سنة 2001. شغل منصب وزير المالية في حكومة عبد الكريم قاسم.
حصل على شهادة الحقوق سنة 1941، ومارس المحاماة، ثم حصل على دبلوم الشريعة من جامعة الأزهر وشهادة الدكتوراه في الاقتصاد من جامعة القاهرة، فعاد للعراق وعمل بالتدريس في كلية الحقوق وكلية التجارة والاقتصاد.
شغل منصب مدير الإحصاء والمباحث الفنية في البنك المركزي العراقي ثم نائبا لمحافظ البنك المركزي، ونائبا لحاكم لبنك الإعمار الدولي.
شغل منصب وزير المالية 15 تشرين الثاني 1960 حتى ثورة 8 شباط 1963. بعد الثورة اعتقل لفترة ثم أطلق سراحه.
والده حسين جميل كان محاميا أيضا، وهو غير حسين جميل الوزير في العهدين الملكي والجمهوري.
أسس شركة الرافدين لإنتاج المبردات والمدافئ الغازية وحصل على 11 براءة اختراع صناعي والعديد من الشهادات التقديرية للتمييز الصناعي من وزارة الصناعة العراقية.

## مؤلفاته
- سياسة العراق التجارية، صدر سنة 1949[4][5][6][7]